# Прапор Хабаровського краю

Прапор Хабаровського краю

Прапор Хабаровського краю — символ Хабаровського краю. Прийнято 28 липня 1994 року. Зареєстрований за №149 у Державному геральдичному регістрі Російської Федерації. 

## Опис
Прапор Хабаровського краю являє собою прямокутне полотнище, розділене вилоподібно на три частини. Внутрішній кут рівнобедреного трикутника становить 90 градусів. Блакитний (лазур) — нижнє поле — символ краси, м'якості, величі. Він говорить і про великі водні ресурси краю. Зелений (зелень) — трикутник — колір надії, радості, достатку, свідчить також про унікальні флору і фауну краю, означає "безкрайнє море тайги". Білий (срібло) — верхнє поле — персоніфікує чистоту, добро, безвинність (скромність), безхмарне, мирне небо, чистоту помислів населення краю.